# Tyburcy Chodźko
Tyburcy Chodźko (ur. 1840, zm. 13 sierpnia 1908) – polski działacz społeczny, fotograf.
Urodzony na Wileńszczyźnie. Uczestnik powstania styczniowego, zesłany do Wiatki. Około 1880 zamieszkał w Łomży i otworzył zakład fotograficzny.
Został powołany na członka Gubernialnej Komisji Podatku Przemysłowego, zarządzał rachunkowością w Kasie Pożyczkowej Przemysłowców Łomżyńskich, dwukrotnie wybierano go na Naczelnika Straży Ogniowej; współpracował z teatrem amatorskim. Wzniósł budynek, w którym w okresie międzywojennym mieściło się żeńskie seminarium. W 1900 roku wyjechał do Wilna, gdzie zmarł.
Jego zdjęcia dokumentują czasy i miejsca w których przebywał. Kolekcję zawierającą zdjęcia autorstwa Chodźki, dokumenty (m.in. związane z działalnością fundacji jego imienia) posiada Muzeum Północno-Mazowieckie w Łomży.